# I DON'T LIKE MYSELF
『I DON'T LIKE MYSELF』（アイ・ドント・ライク・マイセルフ）は、SIONの8枚目のオリジナル・アルバム。1993年10月21日発売。発売元はBAIDIS（テイチク）。

## 解説
5thシングル『水の中にいるようだ』と同時発売。

## リリース変遷
2004年5月26日に再発売され、2008年8月27日に紙ジャケット・リマスタリング仕様で再発売された（現在は廃盤）。

## 収録曲
全作詞・作曲：SION / 編曲：MARC RIBOT
1. だからこんな俺がきらいだ (3:35)
2. あそこへは (3:27)
3. 月が一番近づいた夜 (4:02)
4. しろながすくじら (4:25)
5. どうもありがとう (2:49)
5thシングル『水の中にいるようだ』のカップリングには、ノイズ入りバージョンが収録されている。
6. ありがてぇ (3:51)
4thシングル。表記はないが、アルバム・バージョン。
サントリー焼酎「樹氷」CMソング。
7. お前といこう (3:31)
8. 水の中にいるようだ (6:48)
5thシングル。
9. もう寝なきゃだめだろ (3:12)
10. ガード下 (6:44)
11. なんとかしなきゃ (4:32)
12. えらいこった (3:05)

## 参加ミュージシャン
- SION：ボーカル、アコースティック・ギター、ハーモニカ
- Marc Ribot：ギター、アコースティック・ギター
- Robert Quine：ギター
- Sebastian Steinberg：エレクトリックベース、アコースティックベース
- Greg Cohen：エレクトリックベース、アコースティックベース
- Michal Blair：ドラム、タンバリン、カウベル
- Charles Giodano：キーボード、オルガン、アコーディオン
- John Zorn：サックス
- Zeena Perkins：オルガン、アコーディオン、ピアノ
- Syd Straw：コーラス